# Цинман, Пинхас
Пинхас Цинман (род. 27 марта 1985 года, Минск) — белорусский певец и музыкант.

## Биография
Отец — Цинман Феликс Абрамович, почти всю жизнь проработал на заводе МАЗ в Минске. Мама — Вера Абрамовна Поляк — заслуженный работник Республиканской Медицинской библиотеки.
С 7 класса Пинхас учился в еврейской школе. По его словам, именно школа дала ему базовые знания, без которых «талант ушел бы совсем в другую сторону».
Два года провёл в Бруклине, район Сигейт. Там он купил первую гитару.
Пинхас — сторонник Любавичского хасидизма. Он окончил высшую талмудическую школу (иешиву) Любавичского Ребе «Тиферет Менахем».
В 2017 году вместе с семьёй переехал из Минска в Киев по приглашению раввина Донецка, чья община с началом войны на Донбассе перебралась в столицу Украины. В Киеве Пинхас занимается музыкой и преподаёт Тору в синагоге.
Пинхас Цинман — отец четверых детей.

## Творчество
Пинхас Цинман начинал как исполнитель регги, однако в последние несколько лет играет смесь из регги, хип-хопа и рока, которую сам называет «еврейской альтернативной музыкой».
Пинхас стал финалистом конкурса A Jewish Star, финал которого проходил в Бруклине. Именно тогда он узнал, что значит выступать перед многотысячной аудиторией.
Выпуск видеоклипа «Где Ты» был положительно воспринят американской прессой. За короткое время ролик набрал более 6000 просмотров (2016 год).
«Невнимательному слушателю может показаться, что песня „Где ты?“, на которую сняли клип, посвящена девушке. Стоит лишь немного вслушаться в слова, чтобы понять: я пою о поиске Всевышнего» — прокомментировал Пинхас Цинман.
Запись первого полноформатного альбома «Всё Будет Гут» (2017) стала возможна благодаря краудфандингу на белорусской площадке «Улей». Сам Пинхас Цинман отмечал, что новый альбом оказался переходом от любительских песен к профессиональному звучанию.
Цинмана приглашали на телевидение и радио, он делал совместные музыкальные проекты с известными израильскими, российскими и украинскими музыкантами.
В конце 2019 года Пинхас Цинман в содружестве с Константином Шелудько (проект «Ульмо Три») записал песню Veahavta (Возлюби). Песня написана на трёх языках — иврите, русском и украинском. Музыканты представили трек на отборе на украинское «Евровидение» 2020 года.
В июне 2021 года Пинхас выпустил ЕР «Антидот», который попал в плейлисты новинок сразу на нескольких стриминговых платформах, включая YouTube Music и Apple Music.
На некоторые песни из альбома были сняты клипы.
25 февраля 2022 года, уже после начала трагических событий в Украине, вышел полноформатный альбом кошерного рэпа и хип-хопа «Кошерный Альбом». Позже, уже в Израиле, Пинхас закончил съёмки клипа на главную песню альбома «Я Кошерный». Большую часть клипа отсняли ещё в Киеве.
В начале марта 2022 года Пинхас со всей семьёй эвакуировался из Украины в Израиль, где по сей день продолжает своё творчество.
За 2022—2023 годы в Израиле у Пинхаса вышло множество синглов в стиле Кошерного рэпа «Я Качаюсь», «4U».
В декабре 2022 года на Хануку Пинхас совместно с израильским блогером и стендап-комиком Vova Sheqel выпустили трек «Ponchiki». Увидев успех такого совместного проекта, Пинхас и Вова продолжили сотрудничество и за 2023 год выпустили множество синглов.
В июне 2023 года вышел их первый альбом «Один Миллионов Шекелей», который они презентовали на площадке медиа-проекта Play House в Тель-Авиве. Их концерт стал официальной частью проекта «Лайла Лаван», организованного муниципалитетом города.
Сейчас совместный проект Кошерного рэпа Пинхаса и Вовы широко известен не только в Израиле, но и за его пределами.
Планируется тур по Израилю и новые синглы.

### Дискография
- «Всё Будет Гут», 17 Июня 2017, лейбл RybaRecords, TuneCore
- EP «На Орлиных Крыльях» 03 апреля 2019 лейбл Fresh Tunes
- Сингл «В этот день», Pinhas ft. Simple Light май 2018, лейбл Fresh Tunes
- Сингл «Папа», 18 января 2018, лейбл Tune Core
- Сингл «Труби», октябрь 2019, лейбл Fresh Tunes
- Сингл «Уфарацта», ноябрь 2019, лейбл Fresh Tunes
- Сингл «Veahavta (Люби)», Pinhas ft. Ульмо Три, декабрь 2019.
- 27 марта 2020 — EP «Люби», лейбл Umig
- Music
- 25 июня 2021 — EP «Антидот», лейбл Umig Music
- Сингл «Кошерное Вино», 3 декабря 2021 Umig Music
- 24 февраля 2022 — «Кошерный альбом».
- Июнь 2023 — Pinhas x Vova Sheqel «Один Миллион Шекелей»
- Август 2023 — сингл «Мицвотанк»
- Сентябрь 2023 — сингл Pinhas x Vova Sheqel «Яблоки в Меду»
- Сентябрь 2023 — сингл Pinhas x Vova Sheqel «Чилим в Шалаше»

### Видеоклипы
1. 2015 — Где Ты?
2. 2016 — Всё в жизни к добру! — Gam Zu Letova!
3. 2018 — Ближе к цели
4. 2019 — Стать лидером
5. 2019 — Папа
6. 2019 — Стеклянный потолок // MENi feat Pinhas
7. 2019 — Pinhas ft. Ульмо Три — Veahavta (Люби)
8. 2021 — «Красивые сны»
9. 2021 — «Локомотив»
10. 2022 — «Я кошерный»
11. 2022 — «Птица»
12. 2022 — «Я Качаюсь»
13. 2022 — «Рэп Стар»
14. 2022 — «4U»
15. 2022 — «Ponchiki»
16. 2023 — «Den’gi»
17. 2023 — «Пурим»
18. 2023 — «Маца»
19. 2023 — «Евреи правят миром»
20. 2023 — «Кошерный рэп рулит»
21. 2023 — «Мицвотанк»
22. 2023 — «Яблоки в Меду»
23. 2023 — «Чилим в Шалаше»